# 로버트 앤더슨 (극작가)
로버트 앤더슨(Robert Woodruff Anderson, 1917년 4월 28일 ~ 2009년 2월 9일)은 미국의 극작가다.
하버드 대학 출신으로 <레뷔>지(誌)의 스케치 등을 쓰고, 동성애의 학생을 취급한 <차(茶)와 동정(同情)>(1953)이 대표작이다. 그는 각 지방을 다니며 희곡작법을 강의한 교사적 역할로 유명한 사람이다. 4개의 1막물을 하나의 연출물로 만든 <물소리 때문에 안 들린다>(1967)로 호평을 얻었다.